# Snorri Sturluson
Snorri Sturluson o Sturlusson (pronuncia norrena /ˈsnorːi ˈsturluˌson/, pronuncia islandese /ˈsnɔrːɪ ˈstʏrtlʏˌsɔːn/; Hvammur, 1179 – Reykholt, 23 settembre 1241) è stato uno storico, poeta e politico islandese.
Fu per due volte oratore delle leggi (lögsögumaður) nel parlamento islandese, l'Alþingi. È conosciuto per essere l'autore dell'Edda in prosa, che comprende la Gylfaginning ("l'inganno di Gylfi"), un testo narrativo della mitologia norrena, gli Skáldskaparmál, un libro di lingua poetica, e l'Háttatal, una lista di forme di versi. Fu anche l'autore del Heimskringla, una storia sui re norvegesi divisa per saghe che comincia con la storia leggendaria e prosegue attraverso la prima storia scandinava medievale. Per ragioni stilistiche e metodologiche gli si attribuisce spesso la Egils saga, benché molti studiosi siano ancora incerti. Come storico e mitografo, Snorri è degno di nota per aver proposto la teoria (nell'Edda in prosa) che gli dèi fossero inizialmente capi militari e re i cui siti funerari avevano sviluppato propri culti (evemerismo). Visitò la Norvegia due volte e fu al servizio prima di re Hákon Hákonarson e poi dello jarl e tutore del re Skúli Bárdsson. Le informazioni sulla sua vita derivano da saghe posteriori come la Sturlunga saga, la Hákonar saga Hákonarsonar e la Íslendinga saga, ma la sua figura è brevemente citata o descritta anche in saghe minori, come per esempio la Prestssaga Guðmundar góða o la Þórðar saga kakala.

## Biografia

### Infanzia e formazione
Snorri nacque nel 1179 a Hvammur, nella regione islandese di Vesturland, dalla potente famiglia degli Sturlunghi (Sturlungar). I suoi genitori erano Sturla Þórðarson il Vecchio, della famiglia dei Þórnesingar e la sua seconda moglie Guðný Böðvarsdóttir, figlia di Böðvar Þórðarson e appartenente al clan degli Sturlunghi. Suoi fratelli erano Þórðr Sturluson (nato 1165) e Sighvatr Sturluson (nato 1170), oltre a due sorelle (Helga e Vigdís) e altri nove fratellastri.
Attorno ai tre o quattro anni Snorri fu mandato a Oddi, nel sud dell'Islanda, dove venne cresciuto da Jón Loptsson, considerato l'uomo più influente dell'Islanda del tempo e imparentato con la famiglia reale norvegese. A Oddi, Snorri frequentò la scuola fondata da Sæmundr inn Fróði, nonno di Jón Loptsson, e non fece più ritorno a casa.
Morti suo padre Sturla nel 1183 e Jón nel 1197, le due famiglie combinarono un matrimonio per Snorri con Herdís Bersidóttir, figlia di un ricco proprietario e "prelato" (prestr) di Borg. Il matrimonio avvenne nel 1199. Due anni più tardi, nel 1201, il suocero Bersi morì e Snorri ereditò la sua proprietà. Da questo momento, tramite varie politiche matrimoniali, Snorri iniziò ad accumulare un consistente patrimonio che gli permise di diventare il centro del potere islandese. In seguito, nel 1206, si trasferì a Reykholt, dove visse fino alla propria morte. I resti della sua fattoria, incluso il suo bagno all'aperto, sono stati preservati.

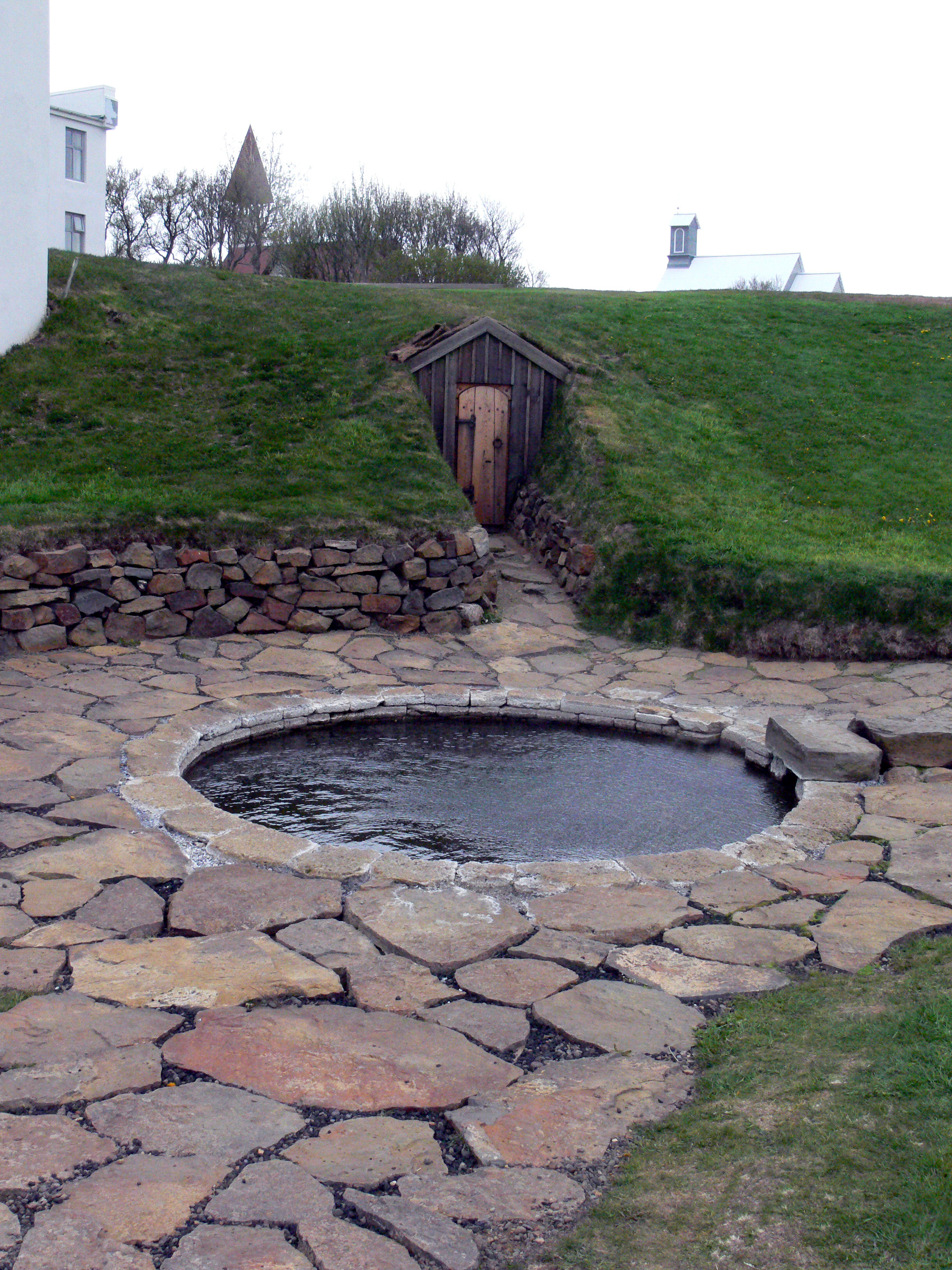
Ricostruzione della fattoria di Snorri e la sua piscina termale (Snorralaug) a Reykholt

### Carriera politica e rapporti con la Norvegia
Nel 1215 venne eletto lögsögumaðr e restò in carica fino al 1218 (la durata era triennale).Sembra che già allora fosse noto come scaldo, anche se in seguito alcuni detrattori, contrari alla sua influenza, lo accusarono di essere un pessimo poeta. Al termine della sua carica di lögsögumadur, Snorri partì per la Norvegia, dove allora regnavano Hákon Hákonarson (1217-1263) e il suo tutore lo jarl Skúli Bárdsson. La Íslendingasaga suggerisce che Snorri intrattenesse rapporti istituzionali con il monarca norvegese già sul suolo islandese.
Sul viaggio norvegese non ci sono motivazioni certe, ma è probabile che Snorri fosse andato alla corte reale come intermediario per risolvere conflitti tanto commerciali quanto politici tra Islanda e Norvegia. Sia la Íslendinga saga sia la Hákonar saga Hákonarsonar parlano di un conflitto che aveva coinvolto un islandese di Oddi, tale Sæmundr Jónsson (forse imparentato con Jón Loptsson) che aveva ucciso un mercante norvegese a Eyrar e rubato la sua merce come ritorsione per la morte del figlio in Norvegia. Questo episodio chiarisce bene il sentimento ostile degli islandesi verso la Norvegia,  che ormai da generazioni aveva imposto una propria influenza sull'isola. Inoltre l'Islanda dipendeva commercialmente dalla terraferma. Letto in questo modo, il viaggio norvegese di Snorri potrebbe essere visto come il tentativo di impedire una spedizione militare da parte dell'Islanda nei confronti della Norvegia, quindi una tentata negoziazione. La missione, volta ad assicurare la pace, viene ammessa esplicitamente dalla Hákonar saga Hákonarsonar.
Tuttavia la pace sarebbe stata accettata dalla Norvegia solo alla condizione, dettata dallo jarl Skúli, di assoggettare l'isola al regno norvegese.
Su questo fatto le fonti differiscono. Mentre Sturla Þórðarson, autore della Hákonar saga e parente di Snorri, non ammette che questa proposta veniva proprio da lui, la Íslendinga saga afferma che fu Snorri in persona a proporre tale progetto, facendo sì che Skúli abbandonasse l'idea di conquistare l'Islanda con le armi.
Sia per conflitti interni all'isola sia per la crescente diffidenza nei confronti di Snorri, l'assoggettamento dell'Islanda alla Norvegia non avvenne. Sarebbero stati altri fattori, poco più di cinquant'anni dopo, a sancire l'unione tra i due paesi (Gamli sáttmáli). Ma vi era soprattutto la fiera indipendenza degli islandesi a impedire che ciò si verificasse: lo Stato Libero d'Islanda era nato proprio per la voglia d'indipendenza dei vecchi norvegesi a un regno centralizzato e autoritario, quindi era impensabile che le condizioni di Skúli Bárdsson venissero accettate.
Per quanto riguarda Snorri, per ingraziarsi il favore dello jarl si mise al suo servizio come diplomatico e soprattutto come scaldo. Al suo rientro in Islanda, questo provocò una reazione piuttosto ostile e risulta che i suoi versi, declamati in onore di Skúli, vennero fatti oggetto di scherno e parodiati.
Nell'estate del 1219 Snorri si trasferì in Svezia dove fece visita, a Skara, al suo collega lögsögumadur Eskil Magnusson e sua moglie Kristín Nikulásdóttir. Kristín era stata precedentemente moglie dello jarl norvegese Hákon Galinn, mentre Eskil era fratello di Birger Jarl e apparteneva al casato di Folkung che nella metà del XIII secolo divenne la famiglia regnante in Svezia. L'incontro permise a Snorri di approfondire la storia svedese che più tardi avrebbe riportato nelle sue opere, soprattutto in rapporto con la storia norvegese.
Tornato in Norvegia, re Hákon nominò Snorri skutilsveinn, cioè coppiere reale, oltre che di lendr maðr, titolo che indicava coloro che ricevevano benefici fondiari direttamente dalla persona del re. Ciò evidenzia senza dubbio il livello di fiducia che Hákon e Skúli riponevano in Snorri per portare l'Islanda sotto il loro dominio. Tuttavia, considerando la giovane età del sovrano, è probabile che questa iniziativa fosse partita proprio dallo jarl. Pare che, come garanzia della sua fedeltà, Snorri lasciò alla corte un figlio.

### Stesura delle opere
Ritornato in Islanda, Snorri cominciò la stesura delle sue opere.
Nel 1222 venne rieletto lögsögumaðr.

### Il secondo viaggio in Norvegia (1237-1239)
Fu sempre all'interno della famiglia di Snorri, potente e riconosciuta in tutta l'Islanda, che la Norvegia trovò un altro appoggio per la conquista dell'isola. Sturla Sighvatsson, figlio del fratello di Snorri Sighvatr, divenuto un vassallo di Hákon IV promise al re di condurre l'Islanda sotto il suo potere in cambio però che fosse stato lui a governarla. Non sappiamo se Snorri fosse a conoscenza fin dall'inizio del patto, ma fu vittima dell'attacco del nipote e del fratello Sighvatr che si impossessarono militarmente delle sue proprietà. Snorri fu scacciato da Reykholt e tornò in Norvegia. Qui trovò una situazione diversa da quando se n'era andato diciotto anni prima. Tra Hákon IV, ormai nel pieno dei suoi poteri, e Skúli Bárdsson c'era piena ostilità. Skúli aveva stabilito il proprio centro a Trondheim, dove Snorri arrivò in fuga dall'Islanda, e qui i due stabilirono un nuovo vincolo. Snorri fu proclamato jarl in segreto da Skúli. Per tutta la permanenza in Norvegia, Snorri non incontrò mai il re.
Poco prima, in Islanda, si era combattuta la battaglia di Örlygsstaðir (1238) in cui erano morti Sighvatr e suo figlio Sturla Sighvatsson. Ciò spingeva Snorri a rientrare in patria, ma le pressioni da parte del re, che sospettava di lui e lo considerava ormai alleato di Skúli, cercavano in ogni modo di impedirglielo. Fu quindi Skúli a concedere a Snorri e i suoi compagni di viaggio una nave per rientrare a casa.

### Morte di Snorri
Rientrato in Islanda, Snorri si ritrovava in una situazione completamente ribaltata. I clan Ásbirningar e Haukdælir avevano vinto a Örlygsstaðir e adesso gli Sturlungar non rientravano più nel ventaglio degli alleati di re Hákon: infatti Sturla Sighvatsson era rimasto ucciso, mentre Snorri era più o meno schierato dalla parte di Skúli. Dal punto di vista di Hákon, serviva un nuovo alleato per impossessarsi dell'Islanda.
Una volta eliminato Skúli nel 1240, ucciso nel monastero di Helgeseter dagli uomini del re, Hákon inviò una lettera a Gissurr Þorvaldsson con l'ordine di portare Snorri a lui come prigioniero o di ucciderlo. Il motivo addotto era che Snorri era salpato dalla Norvegia infrangendo l'esplicito divieto reale. Così, il 22 settembre 1241 Gissurr marciò alla volta di Reykholt con settanta uomini. La leggenda vuole che le ultime parole di Snorri siano state Eigi skal höggva! - "Non colpirmi!".
Una statua di Snorri Sturluson dello scultore norvegese Gustav Vigeland fu eretta a Reykholt nel 1947.

## Evemerismo nell'Edda in prosa
Come storico e mitografo, Snorri è degno di nota per aver proposto la teoria (nell'Edda in prosa) che gli dèi fossero inizialmente capi militari e re i cui siti funerari avevano sviluppato propri culti (evemerismo).
<< I cristiani, inoltre, non dovranno certo mettersi a credere in dèi pagani o ritenere vere queste saghe, più di quanto non abbiano già fatto con l'inizio del libro, ove si narra degli eventi che condussero l'umanità lontano dalla vera fede e, in seguito, si racconta dei Turchi, e di come gli uomini dell'Asia, che erano chiamati Æsir, falsarono i racconti di ciò che accadde a Troja, affinché le genti li ritenessero dèi.>>
Gli Dei detti Aesir sono quindi da considerare discendenti di Priamo, Re di Troia. “Thor” fu Ettore e “Loki” fu Ulisse, mentre il Serpente del mondo, capace di vincere contro Thor fu “Achille”.
Il Ragnarok, profezia della fine degli Dei e distruzione di Asgard, si tratterebbe quindi di una versione divina della Guerra di Troia.
Le persone che vanno in battaglia, invocando il loro condottiero caduto, lentamente cominciarono ad adorarne la figura, divinizzandola. Certe volte il re o il guerriero è ricordato solo come un dio. Egli propose anche che quando una tribù ne sconfiggeva un'altra, essa avrebbe poi spiegato la sua vittoria sostenendo che i propri dèi avessero sconfitto quelli degli altri, come se si fosse svolta una battaglia parallela fra le divinità.

## Famiglia
Snorri aveva due fratelli maggiori, Þórður Sturluson (il più grande) e Sighvatur Sturluson. I suoi genitori furono Sturla Þórðarson il Vecchio e Guðný Böðvarsdóttir.
Si diceva che avesse molte storie sentimentali e quindi anche molti figli, ma si dice che solo cinque di loro sopravvissero fino all'età adulta.

## Varianti del nome
In norreno e in islandese il suo nome è Snorri Sturluson. Snorre Sturlason in norvegese moderno e Snorre Sturlasson in svedese moderno (si veda anche Snorri).